# Gonocytisus dirmilensis
Gonocytisus dirmilensis là một loài thực vật có hoa trong họ Đậu. Loài này được Hub.-Mor. miêu tả khoa học đầu tiên.